# Anàlisi contrastiva
L'anàlisi contrastiva és l'estudi sistemàtic d'un parell de llenguatges amb l'objectiu d'identificar les seves diferències estructurals i similituds. Històricament s'ha utilitzat per establir genealogies de llenguatge.

## Anàlisi contrastiva i adquisició de segona llengua
L'anàlisi contrastiva es va utilitzar àmpliament en el camp de l'Adquisició de segones llengües (SLA) a la dècada de 1960 i principis de la dècada de 1970, com un mètode per explicar per què algunes característiques d'una  llengua objectiu eren més difícils d'adquirir que d'altres. D'acord amb les teories conductuvismes que prevalien en aquesta època, l'aprenentatge del llenguatge era una qüestió de formació d'hàbits, i això podria veure's reforçat o impedit pels hàbits existents. Per tant, la dificultat per dominar unes certes estructures en un segon llenguatge (L2), depenia de la diferència entre la llengua materna dels alumnes (L1), i la llengua que intentaven aprendre.

## Història
Els fonaments teòrics del que es coneix com la «Hipòtesi de l'Anàlisi Contrastiva» es van formular en el llibre Linguistics Across Cultures (1957) de Robert Lado. En aquest llibre, Lado va afirmar que «els elements que són similars a la llengua nativa [de l'aprenent] seran fàcils per a ell, i els elements que són diferents seran els difícils». Encara que no va ser un suggeriment nou, Lado va ser el primer de proporcionar un estudi teòric integral i suggerir un conjunt sistemàtic de procediments tècnics destinats per a l'estudi contrastiu de les llengües. Això va implicar descriure els llenguatges fent servir la lingüística estructuralista—, comparar-los i predir les dificultats d'aprenentatge.
Durant la dècada de 1960, hi va haver un entusiasme generalitzat amb aquesta tècnica, que es manifesta en les descripcions contrastants de diverses llengües europees, moltes de les quals van ser patrocinats pel Centre de Lingüística Aplicada a Washington, DC. S'esperava que una vegada que les àrees de dificultat potencial s'haguessin traçat a través de l'anàlisi contrastiva, seria possible dissenyar cursos d'idiomes de manera més eficient. L'anàlisi contrastiva, juntament amb el conductisme i l'estructuralisme, va exercir un profund efecte en el disseny del programa d'estudis d'Adquisició d'una segona llengua i en la formació del professorat de llengües. De la mateixa manera que va proporcionar els pilars teòrics del mètode audio-oral.

## Crítica
A la seva formulació més crua, la hipòtesi d'anàlisi contrastiva va afirmar que totes les errades comesas a l'aprenentatge de L2, podrien atribuir-se a la «interferència» amb L1. Tanmateix, aquesta afirmació no va poder ser recolzada per l'evidència empírica que es va acumular a la meitat i finals dels anys setanta. Ràpidament es va notar que diversas errades anunciades per l'anàlisi contrastiva inexplicablement no es van observar al llenguatge de l'alumne. Encara més desconcertant, alguns estudiants van cometre errades comuns independentment del seu L1. Es va fer evident que l'anàlisi contrastiva no podia predir totes les dificultats d'aprenentatge, però sens dubte era útil per l'explicació retrospectiva de les errades.
En resposta a les crítiques anteriors, s'ha desenvolupat una versió moderada de la Hipòtesi d'Anàlisi Contrastiva (CA) que paradoxalment contradiu l'afirmació original de Lado. El nou CA fa el supòsit que com més diferent és la L2 amb la pròpia L1, més fàcil li és a un aprendre l'idioma de destinació. La predicció es basa en la premissa que les similituds en les llengües creguin confusió per als estudiants.
Amb l'ajut de l'avançament tecnològic, l'anàlisi contrastiva ha adoptat un mètode més eficient en l'obtenció de dades de llenguatge, un enfocament basat en corpus, que genera gran quantitat de juxtaposicions de diferències de llenguatge en diversos camps de la lingüística, per exemple, lèxic i sintaxi.

## Aplicacions
Hi ha múltiples camps en els dominis de la lingüística als quals s'aplica l'Anàlisi de contrastiva (CA): 
- Lingüística diacrònica, una aplicació anterior de CA, que se subsumeix sota el nom de lingüística comparativa, una branca en lingüística que no ha de confondre's amb CA.
- Ensenyament de la segona llengua: malgrat la limitació de CA en la predicció de les errades dels alumnes de L2, proporciona informació sobre alguns de les principals errades que freqüentment cometen els alumnes de L2, independentment del seu L1. Per tant, es pot adoptar un disseny de llenguatge més a mida; els exemples inclouen el mètode d'ensenyament de conscienciació i el pla d'estudis d'ensenyament d'aprenentatge jeràrquic.
- Adquisició d'una segona llengua: la sensibilització és la principal contribució de CA en l'aprenentatge d'un segon idioma. Això inclou les capacitats de CA per explicar les errades observades i per delinear les diferències entre dues llengües; en adonar-se'n d'aquests aspectes, els estudiants d'idiomes poden treballar per adoptar una forma viable d'aprendre en lloc d'aprendre de memòria, i corregir errades de llenguatge fossilitzats.
- Sociolingüística, psicolingüística, bilingüisme, pragmàtica i d'altres àrees relacionades amb la cultura: CA és, en si mateix, un estudi interlingüístic/ intercultural, i la seva aplicabilitat tant en la lingüística com en característiques no lingüístiques és un dels seus més grans mèrits. Això permet una millor comprensió lingüística-cultural, que és essencial per aprendre un idioma en la seva totalitat.
- Traducció: CA proporciona una millor comprensió de la diferència lingüística entre dues llengües i, per tant, pot aplicar-se al camp de la traducció. En primer lloc, CA certament posa les bases per a la traducció, ja que és un element integral perquè els intèrprets tinguin un coneixement profund no només de les dues llengües, sinó de les diferències entre ells. A més a més, podria equilibrar el debat de sentit paraula a paraula vs. sentit mitjançant el desenvolupament d'estratègies per superar l'obstacle lingüístic. A més a més, pot evitar traduccions incòmodes com a traducció i europeïtzació.
- Teràpia del llenguatge: distingeix la diferència entre els pacients amb trastorn del llenguatge i els parlants de dialecte no estàndard. Això és essencial per identificar la patologia de la parla i el seu tractament corresponent.
- Investigació criminal: la investigació de CA ofereix una idea de les diferències subtils entre les llengües. Els patrons de llenguatge es poden utilitzar com pistes per investigar activitats delictives, per exemple, analitzant textos de phishing dissenyats per enganyar els usuaris a fi que donin informació confidencial.